# Середино-Будська районна рада
Середино-Будська районна рада - орган місцевого самоврядування Середино-Будського району Сумської області з центром у місті Середино-Буда.
Середино-Будській районній раді підпорядковано 1 міську раду, 1 селищну рада та 16 сільські ради, які об'єднують 53 населений пункт. 

## Склад Середино-Будської районної ради
До складу Середино-Будської районної ради входять 26 депутатів від 6 партій  :
- Політична партія "Воля народу" — 8 депутатів
- Всеукраїнське об'єднання «Батьківщина» — 5 депутатів
- Політична Партія "Опозиційний блок" — 4 депутати
- Партія "Відродження" — 4 депутати
- Соціал-демократична партія (Україна) - 3 депутати
- Аграрна партія України - 2 депутати

## Керівництво Середино-Будської районної ради
Голова Середино-Будської районної ради = Харитоненко Микола Олексійович
Заступник голови  Середино-Будської районної ради - Певнєв Сергій Іванович 